# Owner of a Lonely Heart
«Owner Of A Lonely Heart» (traducido al español como «Dueño de un corazón solitario») es un sencillo de la banda de rock progresivo Yes, lanzado en octubre de 1983 y que se corresponde con la canción de apertura del álbum 90125. Escrita por el guitarrista Trevor Rabin, alcanzó el primer puesto en el Billboard Hot 100 estadounidense, la única canción de la banda en llegar a esta posición, y apareció repetidas veces en la MTV, lo que ayudó a popularizar la canción y el grupo, descubriendo el rock progresivo a muchos aficionados a la música. Debido a su clara orientación hacia el pop rock, el tema no goza de gran popularidad para los fanes más antiguos del grupo.
Entre los videojuegos que incluyen este famoso tema, se encuentra el juego de Rockstar Games: Grand Theft Auto: Vice City, que cuenta con muchas canciones conocidas de los 80's y en la versión americana del juego de London Studio: SingStar Amped.
- Datos: Q1091275